# Pseudophiaris
Pseudophiaris là một chi bướm đêm thuộc phân họ Olethreutinae trong họ Tortricidae.

## Các loài
- Pseudophiaris sappadana (Della Beffa & Rocca, 1937)